# 医学部地域枠推薦
医学部地域枠推薦（いがくぶちいきわくすいせん）とは、僻地の医師不足を解消するため各地方の国公私立大学医学部医学科が設置している推薦入試枠のことである。

## 概要
受験条件は各国公私立大学によって異なるが、受験者をその大学が立地する県の高校の出身者に限定したり、卒業後の勤務地をその県に限定していることが多い。
当制度は2013年度（平成25年度）には68校が導入しており、全国の医学部医学科80校の85%に及ぶ。また、同年度における当制度の募集人数は合計1,425人に及び、医学部医学科の全入学者数の15%を占めた。